# Spoušť (film)
Spoušť (v originále Havoc) je americké psychologické filmové drama z roku 2005 režisérky Barbara Koppleové s Anne Hathawayovou v hlavní roli, dále hrají Bijou Phillips, Shiri Appleby, Freddy Rodriguez, Joseph Gordon-Levitt, Michael Biehn a Laura San Giacomo. Film měl premiéru v USA 29. listopadu 2005.

## Děj
Děj snímku pojednává o problémech v partě americké dospívající mládeže pocházející z bohatých losangeleských rodin v prostředí hip hopové kultury. Děj vypráví o mládeži, která se nudí a snaží se z nudy i nedostatku kvalitní zábavy napodobovat gangsterský životní styl. Jejich zdánlivá hra ale skončí v okamžiku, kdy se seznámí se skutečnou partou obchodníků s drogami, která vede nejen k deziluzi, ale k faktickému fyzickému násilí na obou stranách. Hlavní postava filmu je vysokoškolská studentka Allison Langová (Anne Hathawayová), která se s partou kamarádek a kamarádů vypraví do východního Los Angeles za "dobrodružstvím". Zde se seznámí s partou mladých pouličních překupníků drog. Nejprve úplně sama, posléze i společně s kamarádkou Emily (Bijou Phillips) pak svoji návštěvu východního L.A. opakuje a to i přes policejní razii, která vedla k jejímu předchozímu přechodnému zadržení. Obě kamarádky z nudy touží také po sexuálním dobrodružství, které se jim ale přestane líbit v okamžiku, kdy má dojít ke skupinovému sexu i k neobvyklým sexuálním praktikám. Domnělé (a v jejich okolí i velmi špatně vysvětlené a pochopené) znásilnění u obou dívek pak vede k eskalaci násilí mezi oběma partami.

## Hrají
- Anne Hathawayová (Allison Lang)
- Bijou Phillips (Emily)
- Shiri Appleby (Amanda)
- Michael Biehn (Stuart Lang)
- Joseph Gordon-Levitt (Sam)
- Matt O'Leary (Eric)
- Freddy Rodriguez (Hector)
- Laura San Giacomo (Joanna Lang)
- Mike Vogel (Toby)
- Raymond Cruz (Chino)
- Alexis Dziena (Sasha)
- Channing Tatum (Nick)
- Jose L. Vasquez (Manuel)
- Luis Robledo (Ace)
- Sam Hennings (Mr. Rubin)
- Cecilia Peck (Mrs. Rubin)
- Josh Peck (Josh Rubin)